# جرادي ويبستر
جرادي يندر ويبستر (بالإنجليزية: Grady Webster)‏ (1927-2005) منظم نباتات أمريكي حصل على عدد من الجوائز وعين لزمالات من المؤسسات النباتية في الولايات المتحدة الأمريكية.

## روابط خارجية
- Grady Webster Papers at Special Collections Dept., University Library, University of California, Davis